# ییهاو جانکشن (فلوریدا)
ییهاو جانکشن (به انگلیسی: Yeehaw Junction) یک منطقهٔ مسکونی در ایالات متحده آمریکا است که در شهرستان اوسکئولا، فلوریدا واقع شده‌است. ییهاو جانکشن ۲۴۰ نفر جمعیت دارد.